# Eduard Boas
Eduard Boas, född 18 januari 1815 och död 12 juni 1853, var en tysk författare.
Boas stod i sina lyriska dikter den romantiska skolan nära, företog resor i södra och norra Europa och skildrade sina intryck i bland annat Des Kriegskommissars Pipitz Reise nach Italien (1841) och In Skandinavien. Nordlichter (1844).